# Stanisławów (Powiat Miński)
Stanisławów ist ein Dorf sowie Sitz der gleichnamigen Landgemeinde im Powiat Miński der Woiwodschaft Masowien, Polen.

## Gemeinde
Zur Landgemeinde (gmina wiejska) Stanisławów gehören folgende 29 Ortschaften mit einem Schulzenamt (sołectwo):
Borek Czarniński
Choiny
Ciopan
Cisówka
Czarna
Goździówka
Kolonie Stanisławów
Legacz
Lubomin
Ładzyń
Łęka
Mały Stanisławów
Ołdakowizna
Papiernia
Porąb
Prądzewo-Kopaczewo
Pustelnik
Retków
Rządza
Sokóle
Stanisławów
Szymankowszczyzna
Suchowizna
Wólka Czarnińska
Wólka-Konstancja
Wólka Piecząca
Wólka Wybraniecka
Zalesie
Zawiesiuchy
Ein weiterer Ort der Gemeinde ist Poręby Leśne.

## Söhne und Töchter der Gemeinde
- Jan Mizikowski (1931–1999), polnischer Politiker